# サルドル・ミルザエフ
サルドル・ミルザエフ（ウズベク語: Сардор Мирзаев, Sardor Mirzaev、1991年3月21日 - ）は、ウズベキスタンのサッカー選手。ウズベキスタン代表。ポジションはMF。

## クラブ歴
2009年に地元のネフチ・フェルガナで選手となった。2014年にPFCロコモティフ・タシュケントに完全移籍し、同年にネフチ・フェルガナに期限付き移籍の形で再加入した。2015年にロコモティフ・タシュケントに復帰すると、AFCチャンピオンズリーグ2015で得点を決めた。
2019年12月11日にタイ・リーグ1のムアントン・ユナイテッドFCに完全移籍。

## 代表歴
アンダー代表としては2009 FIFA U-20ワールドカップに出場。さらにAFC U-22選手権2013にも出場した。
A代表初出場は2015年3月29日の大韓民国代表との親善試合であった。